# Louisville, Ohio
Louisville là một thành phố thuộc quận Stark, tiểu bang Ohio, Hoa Kỳ. Năm 2010, dân số của thành phố này là 9186 người.

## Dân số
- Dân số năm 2000: 8904 người.
- Dân số năm 2010: 9186 người.